# 大須公園
大須公園（おおすこうえん）は、愛知県名古屋市中区大須3丁目にある公園。

## 歴史

### 前史
1878年（明治11年）9月15日、後に大須公園ができる總見寺境内に名古屋博物館（後の公立名古屋博物館→愛知県博物館→愛知商品陳列館）が開設された。

### 開園
1955年（昭和30年）4月18日、万松寺通北のロータリー交差点だった場所に大須公園が完成した。新歌舞伎座（後の東洋劇場）の前である。中央部には直径8メートル×深さ1メートルの池があり、噴水が設置されていた。池にはコイやフナが放たれ、周囲にはベンチが設置された。
1955年（昭和30年）11月27日、岩井通（現・大須通）から大須公園に至る信長公通の開通式が行われ、桑原幹根愛知県知事、小林橘川名古屋市長らが列席した。

### 現代の動向
2000年（平成12年）6月4日、大須公園で毎週日曜日に大道芸人などが演目を披露する「サンデー大道芸」が初開催された。後に会場はふれあい広場に移され、2001年（平成13年）6月3日には1周年記念ライブが催された。2周年を迎えた2002年（平成14年）6月時点では「プロへの登竜門」と称されるほどになっている。

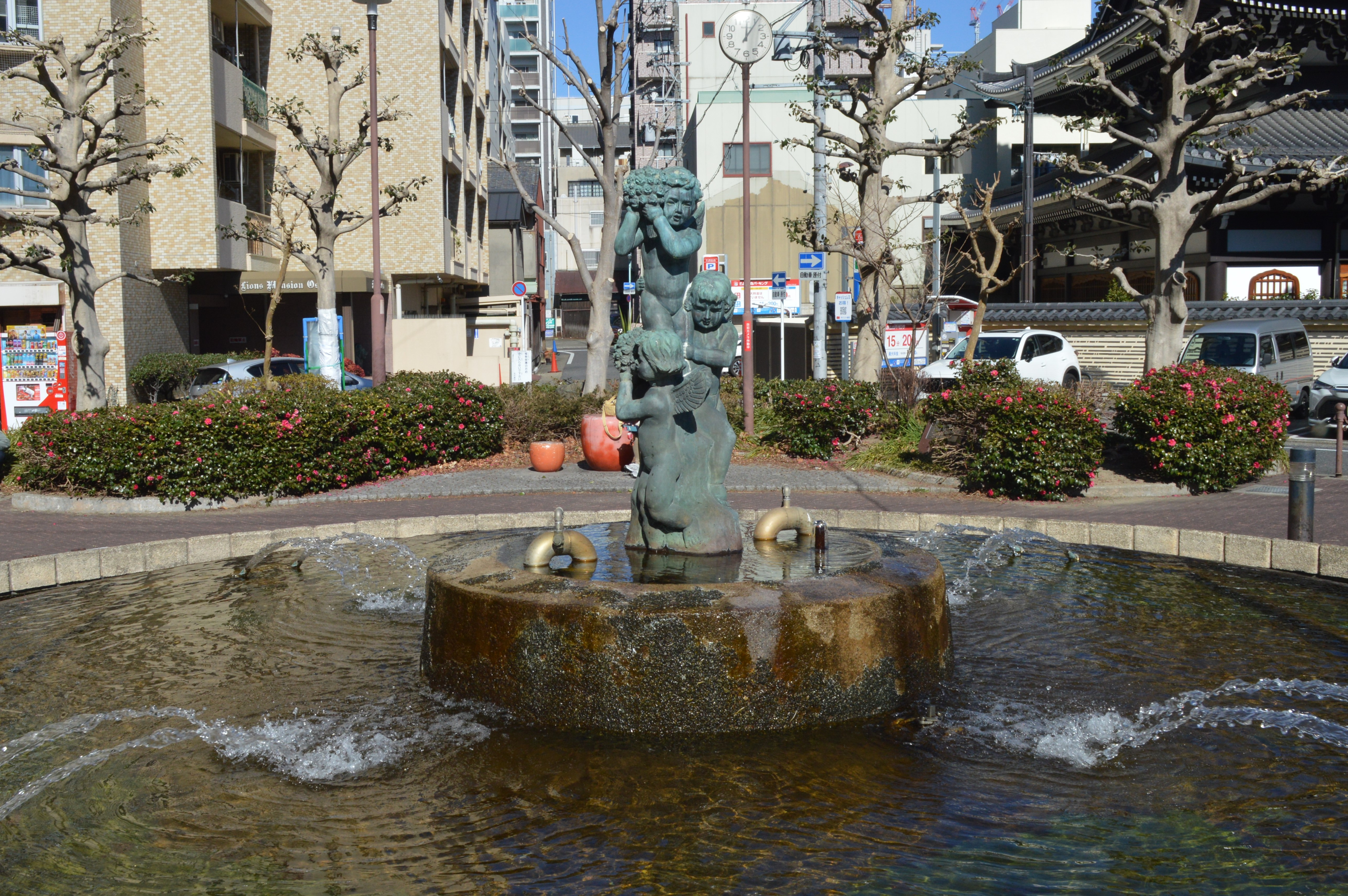
噴水
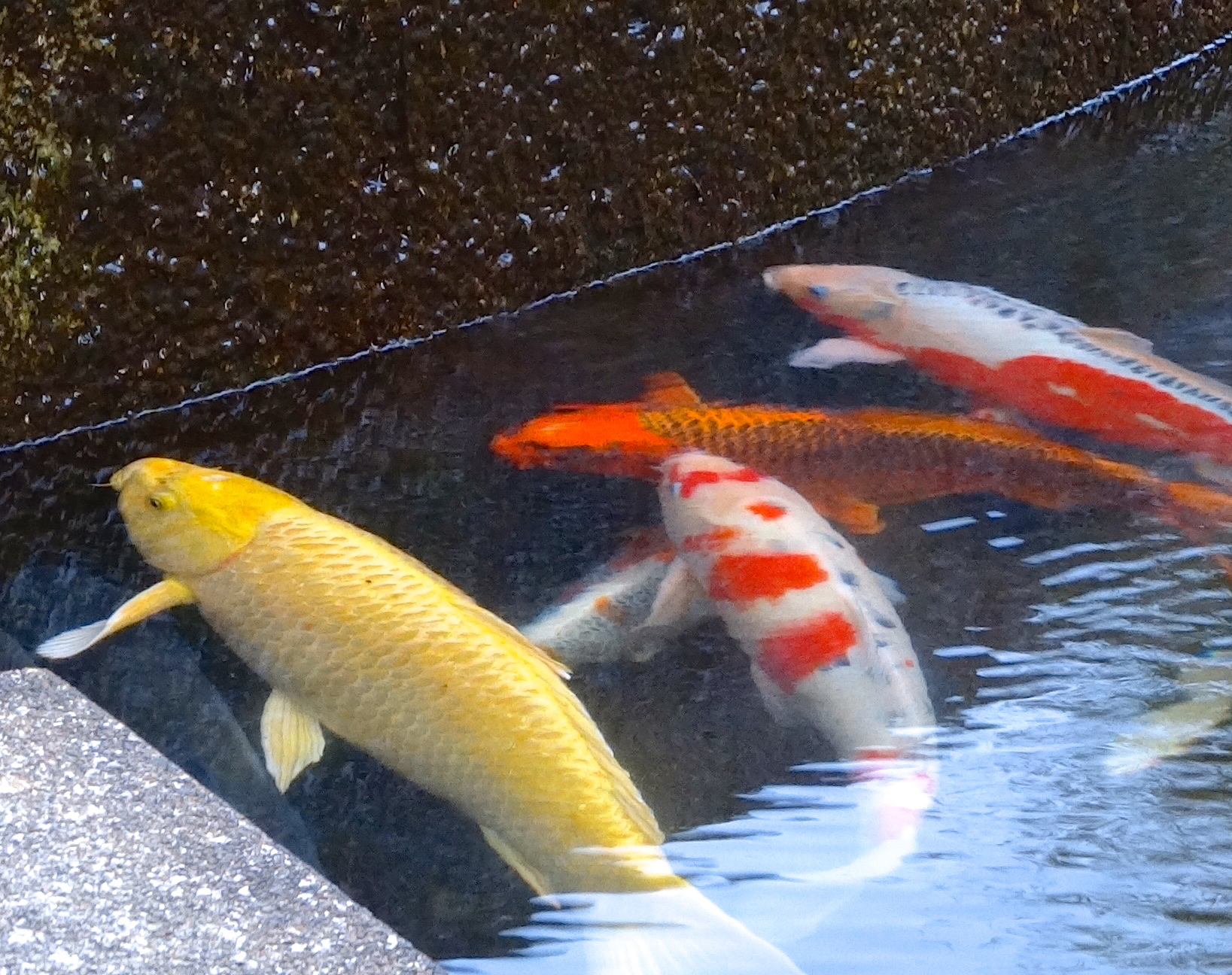
ニシキゴイ